# 安迪·罗迪克
安德魯·史蒂芬·羅迪克（英語：Andrew Stephen Roddick，1982年8月30日—），美國前職業网球运动员，單打最高世界排名第一，一座大滿貫得主，國際網球名人堂成員。
羅迪克因他強力的發球及正拍而出名。在職業網球界，最快球速的紀錄約155英里（每小時249.4公里），他更新自己的發球紀錄三次。
紐約當地時間8月30日，羅迪克在他的30歲生日當天宣布將在2012年美網結束後退役。

## 家庭和個人生活
安迪·羅迪克出生於内布拉斯加州奥马哈，為羅迪克夫婦傑瑞與布蘭琪之子。羅迪克的父親以前是一位商人，母親是學校的老師。她現在則在管理安迪‧羅迪克基金會。羅迪克有兩個哥哥，勞倫斯和約翰，都是年輕時就已經是著名的網球選手。羅迪克住在德克薩斯州的奧斯汀直到十一歲，然後就搬到佛羅里達州的伯克萊屯居住到2000年直到他從高中畢業，後來他又搬回奧斯汀住。
羅迪克曾經與曼迪·穆尔交往。雙方在2004年3月分手。在體育畫報的泳裝版中，羅迪克與一名時裝模特兒布魯克林·黛珂接近。兩人最早在2007年台維斯盃比賽中約會。2008年3月31日，羅迪克在官方網站正式宣佈兩人的關係。之後兩人在2009年4月17日結婚。

## 網球生涯

### 2000年（展開職業生涯）
2000年，羅迪克轉戰職業賽。在少年組別曾經贏得六項單打及七項雙打少年賽的錦標，包括2000年澳網及美網少年單打冠軍。2000年3月，罗迪克擊敗當時世界排名第41名的費爾南多·文森特。同年8月在華盛頓，擊敗世界排名第30的法布里斯·桑托羅。其後他參加巴西聖保羅的香蕉碗，於決賽中擊敗約阿希姆·約翰松。2001年，他取得第一項單打賽事冠軍。在法國網球公開賽第二圈擊敗世界排名第5的張德培。同年在溫布頓網球公開賽，他在和當年的冠軍戈兰·伊万尼塞维奇的對抗中拿下一盤，展現出他的潛力。2001年年底，羅迪克在ATP排名前二十名中為最年輕的選手。

### 2003年（世界排名第一）
羅迪克突破的一年是在2003年，許多人認為他在2003年的澳洲公開賽前四強對上尤尼斯·艾諾伊的比賽是使得他突破的一場比賽。羅迪克和這位摩洛哥球手搏鬥了五個小時，第五盤兩人花了兩小時又二十三分鐘，是公開時代的紀錄，最後羅迪克在最後一盤以21-19擊敗對手。（2007年溫布頓男雙第二輪巴西選手海格搭檔安德列·沙擊敗澳洲選手保羅·漢尼搭檔辛巴威選手凱文·澳耶特的比賽中打破了此紀錄，花了三小時又五分鐘，第五盤的比數為28比26。) 即使到了最後一盤比賽，兩位選手還是對領先者保持著特殊的非受迫性失誤比率以及高水準的發揮。
儘管在較後法國公開賽中表現失色，之後參與英國女王俱樂部錦標賽，在決賽擊敗前世界排名第一安德烈·阿加西，之後角逐溫網，在四強被羅傑·費德勒以直落三盤被淘汰出局。
羅迪克2003年的硬地比賽的戰績包含了他的在加拿大和辛辛那提的第一個大師系列賽的冠軍，以及他的第一個大滿貫賽冠軍。在美國公開賽決賽上，羅迪克連續從差點被擊敗的兩個局點和一個賽末點中扳回一城，在半決賽中打敗了大衛·納爾班迪安。接著在決賽中，他又以6-3、7-62、6-3比三擊敗了胡安·卡洛斯·費雷洛。在年終的網球大師盃中，在分組賽中以兩勝一負出線，到準決賽被費德勒淘汰。在年終排名上，羅迪克成為世界排名第一的球手，是自1973年設有世界排名系統後，最年輕的美國球手。另外他是繼1999年的安德烈·阿加西另一位世界排名第一的美國球手。

### 2004年
2004年2月1日終結了世界排名第一位置，費德勒勝出澳網後，超越他成為世界排名冠軍，而羅迪克在八強被沙芬淘汰。在該年的溫網比賽中，首度晉身該賽事的決賽，以總盤數1-3敗於費德勒。
羅迪克於美國公開賽對上發球好手喬基姆·約翰森的半決賽上在經過五盤後被擊敗。2004年夏季奧林匹克運動會上，羅迪克在第三輪比賽輸給了最後拿到第三名的智利選手費爾南多·岡薩雷斯。當年稍後，羅迪克與馬地·費什還有布萊恩兄弟鮑伯與麥可合作組成的美國戴维斯杯代表隊在塞維里亞的決賽上輸給了西班牙隊。羅迪克在單打比賽上，輸給了隔年法國公開賽的贏家拉斐爾‧納達爾。2004年年底，羅迪克開除了指導他十八個月的教練布萊德‧吉勃特，然後聘請了戴维斯杯的助理教練迪恩·哥芬。在2004年結束時，羅迪克的世界排名位第二，美國排名第一，也是發出最多ACE球的選手。
2004年的旅館大火中，羅迪克在救出同為網球選手的沙爾肯及其他房客時展現了他堅強的性格。他展現的無限英勇也從大火中拯救出他的親密好友班·坎佩茲以及迪恩·門羅。

### 2005年
羅迪克在2005年的第一場錦標賽勝利是在加州的聖荷西舉辦的SAP公開賽，繼1999年到2000年馬克·菲力普西斯後，他是第一位連續幾年成功衛冕這個比賽的選手。第一種子羅迪克在五十分鐘內以六比零、六比四擊敗了索内爾·西瑞爾，在1975年亞瑟‧阿什擊敗吉列爾莫·維拉斯後，這是賽事第一個完封對手的冠軍。4月份，羅迪克贏得美國男子紅土網球錦標賽的冠軍，取回他在2001和2002勝利的頭銜（他2003年輸給了阿格西，2004年輸給托米·哈斯）。2005年5月，羅迪克對上西班牙強手費爾南多·佛達斯柯時取得賽末點。當線務人員錯誤的判定發球出界時，佛達斯柯發第二球試圖要挽回這個賽末點。如果這個判定不變，羅迪克就贏的這場比賽了。羅迪克向裁判示意並指出球落在紅土上的清楚標記，表明球是落在線內，然後判定因此改變了，而佛達斯柯贏得了這場比賽。許多美國媒體同聲表示羅迪克的運動精神已遠遠超過了勝利。然而，羅迪克自己也說，佛達斯柯對判定有意見，而裁判確實也已經從裁判椅上下來查看球的記號然後將宣布球是落在線內，羅迪克說他只是替裁判多走幾步路而已。
2005年法國網球公開賽中，羅迪克第二輪敗給了非種子選手的阿根廷球員喬瑟·艾卡蘇索，接著在2005年溫布頓網球錦標賽決賽中，羅迪克連續第二年再次敗給了羅傑·費德勒。在2005年美國網球公開賽中，羅迪克第一輪就被世界排名第七十號的種子吉勒‧穆勒擊敗。羅迪克上一次在美國公開賽第一輪就被淘汰是在2000年時。在2005年里昂年度網球錦標賽上，羅迪克一局未失也未被破而發最終擊敗了蓋爾·莫菲爾斯。儘管他打進溫布頓公開賽決賽及澳洲公開賽的半決賽，網球雜誌還有其他媒體仍舊對羅迪克2005年的比賽表現頗有微詞。

### 2006年
2006年，羅迪克第一個比賽是澳洲網球公開賽，在第四圈遭遇黑馬马科斯·巴格达蒂斯淘汰，而對手成功晉身決賽。在法網第一圈出局，更在比賽中受傷。在溫網的比賽中更受打擊，在第三圈被英國新星安迪·穆雷淘汰，更使得在世界排名趺出第10名以外。接著羅迪克與新教練吉米·康诺尔斯合作，在印第安納波里斯的比賽中成功晉身決賽，但被同胞布雷克打敗。接著在辛辛那提大師賽決賽中擊敗胡安·卡洛斯·费雷罗，奪得2004年以來第一個大師賽冠軍。
在美國公開賽中，首先順利淘汰弗洛朗·塞拉及基斯迪安·比斯。在第三圈打足五盤下，在第五盤以6-2解決費爾南多·貝爾達斯科。第四圈淘汰班傑明·貝克，八強面對澳洲莱顿·休伊特，結果以6-3、7-5、6-4淘汰對手出局。四強面對米哈伊尔·尤日尼，並以6–7、6–0、7–6、6–3勝出晉身決賽。決賽的對手是費德勒，決賽以2-6、6-4、5-7、1-6敗於費德勒之下。羅迪克在年終舉行的大師盃中，在分組賽中被淘汰出局。

### 2007年
2007年，羅迪克在參加澳網前，曾經在一場熱身賽決賽AAMI Classic擊敗費德勒。在澳網比賽第一圈遇上法國球手若-威尔弗里德·特松加，在第一盤決勝分以18-20敗於對手，但之後三盤亦取得勝利，晉身第二圈。四強戰上，羅迪克面對世界第1和賽事頭號種子的費德勒時，第二盤以0-6輸掉後，把球拍奮力向地上擲，卻不慎差點擊中場邊美聯社的記者，雙方差點起衝突。待羅迪克拾回球拍時並向對方示意道歉後，事件才沒有進一步惡化。在四強被費德勒淘汰後，參加台維斯盃，擊敗捷克隊晉身世界組四強。3月參加年度第一項大師賽，在印第納維爾斯晉身四強才被拉斐爾·拿度淘汰。
在邁阿密大師賽中，羅迪克在八強面對安迪·穆雷時腿後腱受傷被迫退賽。在台維斯盃八強戰對西班牙隊中，再次觸發傷患。因此避戰蒙地卡羅大師賽，之後參戰意大利國際網球錦標賽，在第三圈被胡安·伊格納西奧·切拉淘汰，為備戰法國公開賽，羅迪克選擇放棄參與漢堡大師賽，但羅迪克在法網第一圈遭伊戈爾·安德烈耶夫淘汰。羅迪克在法網之後的皇后會盃成功奪冠。
在溫網，羅迪克是第3種子。在最初四圈，先後淘汰賈斯汀·吉梅爾斯托布、達賴·午東措克、費爾南多·貝爾達斯科及保羅-亨利·馬蒂厄。在八強面對法國球手里夏尔·加斯凯決戰五盤下，以4–6, 4–6, 7–62 , 7–63 , 8–6敗陣而回。
羅迪克協助美國隊晉身台維斯盃決賽後，準備參加馬德里大師賽，但是膝傷而退賽。之後他參與法國里昂的賽事，在第一圈遭法國球手法布里斯·桑托羅淘汰。羅迪克放棄參與巴黎大師賽，被罰2萬2600美元。季尾的大盃中，分別賽取得2勝1負成功晉身四強，在四強被大衛·費拿以1-6及3-6淘汰。在大師盃後，參加台維斯盃決賽，對手是俄羅斯，羅迪克協助美國隊勝出第二場賽事，當拜仁兄弟在第三場雙打賽勝出的，為美國隊重奪12年以來首個冠軍。

### 2008年
2008年在澳網第三圈被第29號種子菲利普·科爾施賴伯淘汰。接著就在SAP公開賽在決賽擊敗拉德克·斯泰潘內克，奪得該項賽事第三項冠軍。羅迪克在杜拜錦標賽以四強完成比賽後，決定更換教練，原因是想多點與家人見面，由他的兄長約翰執教。
2008年邁阿密大師賽，羅迪克在八強總分以7-64 、4-6、6-3擊敗費德勒，是職業生涯上第二次擊敗對手。不過在四強被迪維丹高淘汰。之後參與羅馬大師賽，在四強中被瑞士球手斯坦尼斯拉斯·瓦夫林卡淘汰。羅迪克由於受傷，避戰法國網球公開賽。之後參與溫網重要比賽皇后會盃，在四強被拿度淘汰。但是在溫網表現失準，在第二圈遭到揚科·蒂普薩雷維奇。羅迪克為了應付美國公開賽，放棄參加奧林匹克運動會，改為參加在洛杉磯及華盛頓的比賽。其中在Countrywide經典賽，奪得亞軍，在決賽敗給胡安·馬丁·德爾波特羅。
在美國網球公開賽中，羅迪克先後擊敗法布里斯·桑托羅、厄內斯特·古爾比斯、安德烈亞斯·塞皮及费尔南多·冈萨雷斯晉身八強，在八強面對世界排名第三诺瓦克·德约科维奇，最後2-6、3-6、6-3、65-7 被淘汰出局。9月，參與在中國北京舉行的中國網球公開賽奪得冠軍，其後角逐日本公開賽亦晉身四強。在年度最後兩項大師賽中，先在巴黎大師賽在第三圈被加埃爾·蒙菲爾斯淘汰，然後在馬德里大師賽四強被若-威尔弗里德·特松加淘汰。年尾的大師盃羅迪克在第一場比賽負於安迪·穆雷後，選擇退出比賽，由捷克球手拉德克·斯泰潘內克代替。
2008年12月1日，羅迪克宣佈聘請新教練Larry Stefanki。

### 2009年

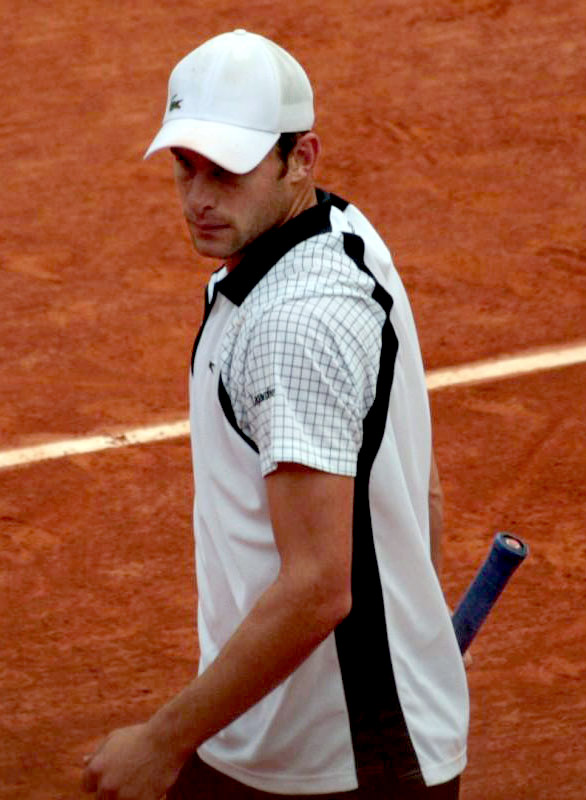
羅迪克在法國網球公開賽比賽的情況

2009年羅迪克第一場正式比賽是卡塔尔埃克森美孚公开赛，在決賽中敗於安迪·穆雷之下。在澳網比賽，到準決賽被費德勒淘汰。在SAP公開賽四強遭到拉德克·斯泰潘內克淘汰。此後羅迪克選擇不角逐杜拜網球錦標賽，原因是阿聯酋拒絕讓以色列球手莎哈爾·皮爾入境。
在法國巴黎銀行公開賽，在四強遭到納達爾淘汰，反而在雙打比賽成功奪冠。夥拍马尔迪·菲什，奪得第四個雙打冠軍。在新力愛立信公開賽八強被費德勒淘汰，並再於馬德里大師賽再次被費德勒淘汰。在法國網球公開賽，羅迪克在第四圈淘汰出局，敗於加埃爾·蒙菲爾斯之下。
之後在皇后會盃，四強與詹姆斯·布雷克交手下出局。雖然比賽導致腳步受傷，但是羅迪克認為傷勢並不嚴重，可以參與溫布頓比賽。
溫布頓網球錦標賽中，羅迪克在晉級決賽過程中，淘汰了前球王休伊特、第三種子莫瑞等好手，在決賽又遭遇天敵費德勒，羅迪克首盤破發以7-5拿下，第二盤雙方在互保發球局下，進入搶七，羅迪克一度6-2擁有四個盤末點，但是還是讓費德勒救回，反而拿下第二盤，第三盤在搶七中，費德勒以較佳狀態拿下第三盤，第四盤，羅迪克破了費德勒的一個發球局，以6-3拿下，將比賽逼入決勝盤，第五盤在雙方互保發球局下，羅迪克在費德勒的發球局一度擁有二個破發點，但是還是讓費德勒救了回來，最後第30局費德勒成功把握破發點破發，第五盤比分為16-14，也是這場比賽中唯一的被破發球局，最後費德勒以5-7, 7-66, 7-65, 3-6, 16-14擊敗羅迪克，奪得個人第六個溫布頓冠軍，結束長達四個多小時的比賽，羅迪克第四度在大滿貫決賽被費德勒擊敗，但是此次對戰內容，已是對上費德勒中的最佳戰績。
此外，2009年溫布頓準決賽至決賽之役可視為其球技風格變化後的代表作，與早期單調的比賽內容（底線對抽）比較起來，除了原有的強力正拍抽球之外，羅迪克較能常以如放小球、切球等策略主動改變擊球節奏以獲致得分機會，亦不復見之前曾被評為穩定性不足的雙手反拍問題。整體而論，此階段羅迪克的水準已「非常明顯」的有長足進步，一般輿論認為這與其新聘的教練有莫大的關係。
8月梅森精英賽，決賽與去年衛冕冠軍德爾波特羅交手，激戰三盤後，結果以3-6, 7-5, 7-66屈居亞軍。隔週加拿大大師賽，準決賽再度與德爾波特羅交手，先奪一盤後，遭到對手以4-6, 6-2, 7-5倒趕二盤逆轉，無緣晉級決賽。辛辛那提大師賽，被列為第五種子，但是在第二輪遭同胞好手薩姆·奎里以直落2盤擊敗。之後角逐美網，但在第三圈被淘汰。
美國網球公開賽中，第三輪打足五盤遭到另一位同胞好手伊斯內爾淘汰出局。
羅迪克在上海大師賽受傷在第二圈退出，不過卻在雙打中與马克·诺尔斯殺進決賽，但在決賽不敵布賴恩兄弟之下。而他最終無緣年終賽。

### 2010年
1月布里斯班公開賽，羅迪克擊敗斯泰潘內克奪下生涯第28個ATP巡迴賽冠軍。
其後參加澳網，最初三圈順利直取三盤晉級，羅迪克在第四圈以6-3, 3-6, 4-6, 7-5, 6-2激戰五盤艱難擊敗智利好手岡薩雷斯晉級八強。但在八強面對第14種子馬林·西利奇，苦戰五盤下出局。
罗迪克3月參加印第安維爾斯大師賽，並晉身決賽，決賽的對手是伊万·柳比契奇。但兩盤比賽皆進入決勝局下而落敗。然後是參與索尼愛力信公開賽準決賽前均直取兩盤，準決賽與前世界第一拉斐爾·納達爾交手，先以4-6失第一盤，再以6-3, 6-3反勝對手晉身決賽，決賽以7-5, 6-4直落盤數擊敗捷克好手托馬什·貝爾迪赫，奪得職業生涯第29個單打冠軍。
羅迪克原本預定參加馬德里大師賽，但因為胃不適，而宣布賽前退出。
法網，第三輪遭到外圍賽晉級的選手泰穆拉茲·加巴什維利以6-4, 6-4, 6-2直落三盤淘汰出局。
溫布頓網球錦標賽，羅迪克在第四輪16強的比賽中，遭到台灣籍選手盧彥勳以6-4, 62-7, 64-7, 7-65, 7-9的比數苦戰五盤出局，重演決賽與費德勒交手的情況，在第五盤只被破一個發球局而決定比賽賽果。
亞特蘭大網球錦標賽，羅迪克臨時決定參加，持外卡並以第一種子身份參賽，在四強被同胞好友马尔迪·菲什以7-65, 6-3淘汰出局。在美國網球公開賽卻在第二圈出局。
罗迪克取得年終賽資格，但是三戰全敗出局，當中對拿度勝出第一盤後，就連輸六盤，以小組最後一名完成。

### 2011年
羅迪克年度第一場賽事是布里斯本國際賽，被編為第二種子。在第一圈擊敗外卡球手後，在第二圈淘汰亞歷山大·多爾戈波洛夫時發出15球Ace。在四強擊敗奇雲·安達臣後，決賽面對1號種子羅賓·索德靈，以3-6、5-7負於對手。
在澳網被編為第八種子第一輪面對揚·哈耶克未受到太大的考驗，在第二圈對伊戈爾·昆尼辛除了第一盤被對手迫打到決勝局，再以6-2、6-3晉級，在第三圈對羅賓·哈塞在先失一盤下反勝對手。在第四圈對第19種子斯坦尼斯拉斯·瓦夫林卡在每一局被對手打破一次發球局下以3-6、4-6以及4-6被淘汰出局。接著在孟菲斯摩根基謹錦標賽，決賽擊敗了非種子球手米洛斯·拉奧尼奇，第三次奪得冠軍。
在印第安納韋爾斯大師賽，於第四圈被法國球手里夏爾·加斯凱淘汰。接著之後的辛辛那提大師賽中在次輪出局，美國首席單打球手的地位被曼迪·費殊取代。由於受傷的關係，退出了法網賽事。
在溫網中，於第三圈不敵費利西亞諾·洛佩斯出局，在第一盤及第二盤及在決勝局敗陣，未能恢復原有的表現。在辛辛那提大師賽第一圈出局後，世界排名自2001年以來被躋身自20名以外，於是急於參加另一項賽事溫斯頓-賽倫公開賽，結果在四強被約翰·伊斯拿擊敗。在美國網球公開賽，以第21種子參賽，首兩圈擊敗了麥可·羅素及傑克·索克兩名同胞後，於第三圈儒利安·貝內托，第四圈遇上第五種子大衛·費拿，結果以6-3、6-4、3-6及6-3獲勝，晉級八強，但面對拿度卻沒有辦法，直落三盤被對手淘汰。
其後在上海大師賽八強負於費達拿。然後在瑞士室內賽遇上費達拿被對手輕鬆打敗。在巴黎大師賽第三圈出局後，年終世界排名跌出10名以外。

### 2012年
羅迪克在澳洲網球公開賽中第三圈面對休伊特因傷被迫退賽，之後接連低潮，在印第安納韋爾斯大師賽第三圈出局。不過在邁阿密大師賽卻有所表現，第二圈爆冷擊敗費達拿，這是他職業生涯第三次擊敗對手，但在第三圈敗於胡安·摩納哥出局。處於低迷的羅迪克，終於在溫網前伊斯特本賽事取得冠軍。在參與奧林匹克運動會一星期前的亞特蘭大賽事中擊敗盧森堡球手吉爾·穆勒奪冠。紐約當地時間8月30日，羅迪克在他的30歲生日當天宣布將在2012年美網結束後退役。結果羅迪克於十六強被2009年美網冠軍阿根廷的迪普祖淘汰出局，結束12年的職業生涯。

## 技術分析
羅迪克最著名的技巧就是他的「重砲發球」，接發其次。在全盛時期，很少有人能在羅迪克的發球局能順利接到球還能回擊得分，幾乎都是打成界外球或者是觸網球，甚至連球都沒沾到，看著球「IN」而被得分。在美網公開賽曾測出羅迪克的最快發球最快可達215公里，平均發球球速在195～200公里左右，而且球又重，就像以球拍打撞球一樣。因此不要說新人，就連與之曾對戰過數次的名將都吃不消。

## 大滿貫

### 男單冠軍（1）
| 年份 | 比賽 | 場地 | 決賽對手 | 對手國籍 | 勝方比分       |
| ---- | ---- | ---- | -------- | -------- | -------------- |
| 2003 | 美网 | 硬地 |          | 西班牙   | 6-3, 7-62, 6-3 |

### 男單亞軍（4）
| 年份 | 比賽     | 場地 | 決賽對手 | 對手國籍 | 勝方比分                    |
| ---- | -------- | ---- | -------- | -------- | --------------------------- |
| 2004 |          | 草地 | 费德勒   | 瑞士     | 4-6, 7-5, 7-63, 6-4         |
| 2005 |          | 草地 | 费德勒   | 瑞士     | 6-2, 7-62, 6-4              |
| 2006 | 美网     | 硬地 | 费德勒   | 瑞士     | 6-2, 4-6, 7-5, 6-1          |
| 2009 | 温布尔登 | 草地 | 费德勒   | 瑞士     | 5-7, 7-66, 7-65, 3-6, 16-14 |

## ATP巡迴賽

### 單打

#### 冠軍（32）
| 賽事系列                                        |
| 大滿貫賽事（1次冠軍）                           |
| ATP年終賽（大師盃） / 世界巡迴總決賽（0次冠軍） |
| 大師錦標賽 / ATP大師錦標賽1000（5次冠軍）       |
| ATP國際黃金賽 / ATP世界500系列賽（5次冠軍）     |
| ATP國際系列賽 / ATP世界250系列賽（20次冠軍）    |

| 按場地計算    |
| 硬地（21）    |
| 泥地（5）     |
| 草地（5）     |
| 室內地毯（1） |

| 依室內外分類 |
| 室外（25）   |
| 室內（7）    |

| 次數 | 日期           | 賽事                   | 場地     | 決賽對手            | 勝方比分             |
| ---- | -------------- | ---------------------- | -------- | ------------------- | -------------------- |
| 1.   | 2001年4月23日  | 美國亞特蘭大 (1)       | 泥地     | 克薩維埃·馬利斯     | 6–2、6–4             |
| 2.   | 2001年4月30日  | 美國候斯頓 (1)         | 泥地     | 李亨澤              | 7–5、6–3             |
| 3.   | 2001年8月13日  | 美國華盛頓 (1)         | 硬地     | 翔·沙爾肯           | 6–2、6–3             |
| 4.   | 2002年2月18日  | 美國孟菲斯 (1)         | 室內硬地 | 詹姆斯·布莱克       | 6–4、3–6、7–5        |
| 5.   | 2002年4月22日  | 美國候斯頓 (2)         | 泥地     | 皮特·桑普拉斯       | 7–69、6–3            |
| 6.   | 2003年5月19日  | 奧地利聖帕爾滕 (1)     | 泥地     | 尼古莱·达维登科     | 6–3、6–2             |
| 7.   | 2003年6月9日   | 英國倫敦 (1)           | 草地     | 塞巴斯蒂安·格罗斯让 | 6–3、6–3             |
| 8.   | 2003年7月21日  | 美國印第安納波里斯 (1) | 硬地     | 帕拉东·斯里查潘     | 7–62、6–4            |
| 9.   | 2003年8月4日   | 加拿大蒙特利爾 (1)     | 硬地     | 大衛·納班迪安       | 6–1、6–3             |
| 10.  | 2003年8月11日  | 美國辛辛那提 (1)       | 硬地     | 马尔迪·菲什         | 4–6、7–63、7–64      |
| 11.  | 2003年8月25日  | 美國紐約 (1)           | 硬地     | 胡安·卡洛斯·费雷罗  | 6–3、7–62、6–3       |
| 12.  | 2004年2月4日   | 美國聖荷西公開賽 (1)   | 室內硬地 | 马尔迪·菲什         | 7–613、6–4           |
| 13.  | 2004年3月22日  | 美國邁阿密 (1)         | 硬地     | 吉列尔莫·科里亚     | 62–7、6–3、6–1、退賽 |
| 14.  | 2004年6月7日   | 英國倫敦 (2)           | 草地     | 塞巴斯蒂安·格罗斯让 | 7–64、6–4            |
| 15.  | 2004年7月19日  | 美國印第安納波里斯 (2) | 硬地     | 尼古拉斯·基弗       | 6–2、6–3             |
| 16.  | 2005年2月7日   | 美國聖荷西 (2)         | 室內硬地 | Cyril Saulnier      | 6–0、6–4             |
| 17.  | 2005年4月24日  | 美國候斯頓 (3)         | 泥地     | 塞巴斯蒂安·格罗斯让 | 6–2、6–2             |
| 18.  | 2005年6月5日   | 英國倫敦 (3)           | 草地     | 伊沃·卡洛维奇       | 7–67、7–64           |
| 19.  | 2005年8月7日   | 美國華盛頓 (2)         | 硬地     | 詹姆斯·布雷克       | 7–5、6–3             |
| 20.  | 2005年10月30日 | 法國里昂 (1)           | 室內地毯 | 加埃爾·蒙菲爾斯     | 6–3、6–2             |
| 21.  | 2006年8月20日  | 美國辛辛那提 (2)       | 硬地     | 胡安·卡洛斯·费雷罗  | 6–3、6–4             |
| 22.  | 2007年6月17日  | 英國倫敦(4)            | 草地     | 尼古拉·馬俞         | 4–6、7–67、7–62      |
| 23.  | 2007年8月5日   | 美國華盛頓 (3)         | 硬地     | 約翰·伊斯內爾       | 6–4、7–64            |
| 24.  | 2008年2月24日  | 美國聖荷西 (3)         | 室內硬地 | 拉德克·斯泰潘內克   | 6–4、7–5             |
| 25.  | 2008年3月8日   | 阿聯酋杜拜 (1)         | 硬地     | 費利西亞諾·洛佩斯   | 68–7、6–4、6–2       |
| 26.  | 2008年9月28日  | 中國北京 (1)           | 硬地     | 杜迪·塞拉           | 6–4、66–7、6–3       |
| 27.  | 2009年2月13日  | 美國孟菲斯 (2)         | 室內硬地 | 拉德克·斯泰潘內克   | 7–5、7–5             |
| 28.  | 2010年1月10日  | 澳洲布里斯本 (1)       | 硬地     | 拉德克·斯泰潘內克   | 7–62、7–67           |
| 29.  | 2010年4月4日   | 美國邁阿密 (2)         | 硬地     | 托馬什·貝爾迪赫     | 7–5、6–4             |
| 30.  | 2011年2月20日  | 美國孟菲斯 (3)         | 室內硬地 | 米洛斯·拉奧歷       | 6–7、7–611、7–5      |
| 31.  | 2012年6月22日  | 英國伊斯特本 (1)       | 草地     | 安德烈亞斯·塞皮     | 6–3、6–2             |
| 32.  | 2012年7月22日  | 美國亞特蘭大 (2)       | 硬地     | 吉爾·穆勒           | 1–6、7–6(7–2)、6–2   |

#### 亞軍（20）
| 賽事系列                                       |
| 大滿貫賽事（4次亞軍）                          |
| ATP年終賽（大師盃）/ 世界巡迴總決賽（0次亞軍） |
| ATP大師系列賽/ 世界巡迴大師賽 1000（4次亞軍）  |
| ATP黃金國際巡迴賽 / 世界巡迴賽 500 (3次亞軍)   |
| ATP國際巡迴賽 / 世界巡迴賽 250（9次亞軍）      |

| 按場地計算    |
| 硬地（15）    |
| 紅土（2）     |
| 草地（3）     |
| 室內地毯（0） |

| 依室內外分類 |
| 室外（16）   |
| 室內（4）    |

| 次數 | 日期          | 賽事                 | 場地     | 決賽對手             | 勝方比分                    |
| ---- | ------------- | -------------------- | -------- | -------------------- | --------------------------- |
| 1.   | 2002年3月4日  | 美國佛羅里達 (1)     | 硬地     | 戴維德·桑吉內蒂      | 6–4、7–5                    |
| 2.   | 2002年7月29日 | 加拿大多倫多 (1)     | 硬地     | 吉列爾莫·卡尼亞斯    | 6–4、4–6、6–4               |
| 3.   | 2003年2月17日 | 美國孟菲斯 (1)       | 室內硬地 | 泰勒·丹特            | 6–1、6–4                    |
| 4.   | 2003年4月28日 | 美國候斯頓 (1)       | 泥地     | 安德烈·阿加西        | 3–6、6–3、6–4               |
| 5.   | 2004年4月12日 | 美國候斯頓 (2)       | 泥地     | 托米·哈斯            | 6–3、6–4                    |
| 6.   | 2004年7月5日  | 英國倫敦 (1)         | 草地     | 羅傑·費德勒          | 6–4、7–5、7–63、6–4         |
| 7.   | 2004年8月2日  | 加拿大多倫多 (2)     | 硬地     | 羅傑·費德勒          | 7–4、6–3                    |
| 8.   | 2004年10月4日 | 泰國曼谷 (1)         | 室內硬地 | 羅傑·費德勒          | 6–4、6–0                    |
| 9.   | 2005年7月3日  | 英國倫敦 (2)         | 草地     | 羅傑·費德勒          | 6–2、7–63、6–4              |
| 10.  | 2005年8月21日 | 美國辛辛那堤 (1)     | 硬地     | 羅傑·費德勒          | 6–3、7–5                    |
| 11.  | 2006年7月17日 | 美國印第安納波里 (1) | 硬地     | 詹姆斯·布雷克        | 4–6、6–4、7–65              |
| 12.  | 2006年9月10日 | 美國紐約 (1)         | 硬地     | 羅傑·費德勒          | 6–2、4–6、7–5、6–1          |
| 13.  | 2007年2月25日 | 美國孟菲斯 (2)       | 室內硬地 | 托米·哈斯            | 6–2、6–3                    |
| 14.  | 2008年8月10日 | 美國洛杉磯 (1)       | 硬地     | 胡安·馬丁·德爾波特羅 | 6–1、7–62                   |
| 15.  | 2009年1月10日 | 卡塔爾多哈 (1)       | 硬地     | 安迪·穆雷            | 6–4、6–2                    |
| 16.  | 2009年7月5日  | 英國倫敦 (3)         | 草地     | 羅傑·費德勒          | 5–7、7–66、7–65、3–6、16–14 |
| 17.  | 2009年8月9日  | 美國華盛頓 (1)       | 硬地     | 胡安·馬丁·德爾波特羅 | 3–6、7–5、7–66              |
| 18.  | 2010年2月14日 | 美國聖荷西 (1)       | 室內硬地 | 費爾南多·沃達斯科    | 3–6, 6–4, 6–4               |
| 19.  | 2010年3月21日 | 美國印第安維爾斯 (1) | 硬地     | 伊万·柳比契奇        | 7–63、7–65                  |
| 20.  | 2011年1月9日  | 澳洲布里斯本 (1)     | 硬地     | 羅賓·索德靈          | 6–3、7–5                    |
| 17.  | 2009年8月9日  | 美國華盛頓 (1)       | 硬地     | 胡安·馬丁·德爾波特羅 | 3–6、7–5、7–66              |

### 雙打

#### 冠軍（4）
| 賽事系列                              |
| 大師錦標賽 / ATP大師錦標賽1000 (1）   |
| ATP國際系列賽 / ATP世界250系列賽 (3） |

| 按場地計算    |
| ------------- |
| 硬地（3）     |
| 泥地（1）     |
| 草地（0）     |
| 室內地毯（0） |

| 次數 | 日期          | 賽事               | 場地 | 搭檔                | 決賽對手                          | 勝方比分          |
| ---- | ------------- | ------------------ | ---- | ------------------- | --------------------------------- | ----------------- |
| 1.   | 2001年3月12日 | 美國Delray Beach   | 硬地 | Jan-Michael Gambill | 湯馬斯·嶋田 邁爾斯·維克菲爾       | 6–3, 6–4          |
| 2.   | 2002年4月29日 | 美國候斯頓         | 泥地 | 马尔迪·菲什         | Jan-Michael Gambill 格雷顿·奥利弗 | 6–4, 6–4          |
| 3.   | 2006年7月24日 | 美國印第安納波里斯 | 硬地 | 博比·雷諾德斯       | Paul Goldstein Jim Thomas         | 6–4, 6–4          |
| 4.   | 2009年3月21日 | 美國印第安維爾斯   | 硬地 | 马尔迪·菲什         | 马克斯·米尔内 安迪·拉姆           | 3–6, 6–1, [14-12] |